# Phylloscopus maforensis
A Phylloscopus maforensis a verébalakúak (Passeriformes) rendjébe, ezen belül a füzikefélék (Phylloscopidae) családjába és a Phylloscopus nembe tartozó faj. Egyes rendszerezések a Phylloscopus poliocephalus alfajának, illetve annak szinonimájának tekintik. 10–11 centiméter hosszú. Az Indonéziához tartozó Numfoor-sziget erdőiben él. Apró ízeltlábúakkal táplálkozik. Az életterületének elvesztése miatt sebezhető faj.